# ティム・ポーコック
ティム・ポーコック（Tim Pocock、1985年10月10日 - ）は、オーストラリア・シドニー出身の俳優。

## 略歴
オペラ・オーストラリアでオペラ歌手としてキャリアをスタートさせ、5年間で100回以上演じた。
2009年の『ウルヴァリン:X-MEN ZERO』のティーンエイジャー時代のサイクロプス役で映画デビューを果たした。